# 山内ともな
山内 ともな（やまうち ともな、1998年6月20日）は、日本のファッションモデル、タレント。愛知県出身プラチナムプロダクション所属。

## 人物
趣味：映画鑑賞、500円玉集め、インスタグラム、お笑いを観ること、ラジオを聞くこと 
特技：水泳、どこでも寝ることができる、関節を変な風に曲げることができる
エフエム富士『四千ミルク』のリスナーである。
2022年10月よりYOUTUBEチャンネルを開設

## 出演

### TV
- キョコロヒー（2023年8月14日、テレビ朝日）夏最高ガールズ[4]
- 前略、大とくさん（2023年9月24日、中京テレビ）[5]
- 花咲かタイムズ（2023年10月21日、CBCテレビ）
- スイッチ！（2024年3月2２日、東海テレビ）
- ZIP(2025年4月〜、日本テレビ)ZIP特集リポーター

### ラジオ
- 劇団サンバカーニバル（2022年4月 - 、FM富士）第22期生、レギュラー